# Pálmaces de Jadraque
Pálmaces de Jadraque es un municipio y localidad español de la provincia de Guadalajara, en la comunidad autónoma de Castilla-La Mancha. El término municipal tiene una población de 46 habitantes (INE 2024).

## Geografía
El término municipal es atravesado por el río Cañamares, cuyas aguas se encuentran hoy día represadas en el embalse de Pálmaces.

## Historia
A mediados del siglo XIX, el lugar tenía contabilizada una población de 245 habitantes. Aparece descrito en el decimosegundo volumen del Diccionario geográfico-estadístico-histórico de España y sus posesiones de Ultramar de Pascual Madoz de la siguiente manera:

PALMACES: l. con ayunt. de la prov. de Guadalajara (9 leg.), part. jud. de Atienza (2 1/2), aud. terr. de Madrid (49), c. g. de Castilla la Nueva, dióc. de Sigüenza (4): sit. al pie de la sierra y combatido principalmente de los vientos N. y NO., su clima es frio: tiene 80 casas; la consistorial; escuela de instruccion primaria, frecuentada por 20 alumnos, á cargo de un maestro, sacristan y secretario de ayunt. dotado con 50 fan. de trigo; 2 fuentes, la una de agua salobre; una igl. parr. (la Natividad de Ntra. Sra.) servida por un cura y un sacristan. térm.: confina con los de Robledo, Angon, Torremocha y Congostina: dentro de él se encuentran varias fuentes v las ermitas de la Soledad y San Roque: el terreno participa de calizo y arenisco; comprende un monte de roble y encina y una deh. en la misma clase de arbolado; atraviesa el térm. el riach. Cañamares. caminos: los locales y los que dirigen á Siguenza y Jadraque, en cuyo último punto se recibe y despacha el correo: prod.: toda clase de cereales, leñas de combustible y carboneo, y buenos pastos con los que se mantiene ganado lanar, cabrio, vacuno, de cerda, mular y asnal; abunda la caza de perdices, conejos y liebres y tambien algunos jabalíes. ind.: la agrícola, un molino harinero, un tejedor de paños ordinarios, un botero y algunos otros de los oficios mas indispensables. comercio: esportacion de ganados y lana, é importacion de los art. que faltan. pobl.: 57 vec., 245 alm. cap.prod.: 848,890. imp.: 76,400. contr.: 4,292.
(Madoz, 1849, pp. 609-610)

## Demografía
Pálmaces de Jadraque cuenta con una población de 46 habitantes (INE 2024).
| Gráfica de evolución demográfica de Pálmaces de Jadraque entre 1842 y 2021                                          |
| |
| Población de derecho según los censos de población del INE Población de hecho según los censos de población del INE |

| 54            | 63 | 66 | 65 | 50 | 47 |
| (Fuente: INE) |    |    |    |    |    |